# Miro Kocuvan (ur. 1947)
Miro Kocuvan (cyr.  Миро Коцуван, ur. 16 lipca 1947 w Mariborze) – słoweński lekkoatleta startujący w barwach Jugosławii, sprinter, olimpijczyk.

## Kariera sportowa
Zajął 4. miejsce w sztafecie 4 × 2 okrążenia na europejskich igrzyskach halowych w 1969 w Belgradzie. Na mistrzostwach Europy w 1969 w Atenach zajął 7. miejsce w finale sztafety 4 × 100 metrów, a na kolejnych mistrzostwach Europy w 1971 w Helsinkach odpadł w eliminacjach biegu na 400 metrów i sztafety 4 × 100 metrów.
Zdobył srebrne medale w sztafecie 4 × 100 metrów (w składzie: Ivica Karasi, Predrag Križan, Kocuvan i Luciano Sušanj) i w sztafecie 4 × 400 metrów (w składzie: Karasi, Kocuvan, Jože Međimurec i Sušanj) na  igrzyskach śródziemnomorskich w 1971 w Izmirze. Odpadł w eliminacjach sztafety 4 × 400 metrów na igrzyskach olimpijskich w 1972 w Monachium.
Odniósł wiele sukcesów w mistrzostwach krajów bałkańskich, zdobywając złote medale w biegu na 200 metrów w 1973, w sztafecie 4 × 100 metrów w 1970 i 1971 oraz w sztafecie 4 × 400 metrów w 1970, 1971 i 1973, a także srebrne medale w biegu na 400 metrów w 1970, w 4 × 100 metrów w 1973 i w sztafecie 4 × 400 metrów w 1969 oraz brązowe medale w biegu na 400 metrów i sztafecie 4 × 400 metrów w 1968 i w biegu na 400 metrów w 1970.
Był mistrzem Jugosławii w biegu na 100 metrów w 1973, w biegu na 200 metrów w latach 1968 i 1970–1973 oraz w biegu na 400 metrów w 1970 i 1971.
Dwukrotnie poprawiał rekord Jugosławii w biegu na 200 metrów do czasu 20,8 s (17 września 1972 w Belgradzie), czterokrotnie w sztafecie 4 × 100 metrów do wyniku 39,72 s (20 września 1969 w Atenach) i pięciokrotnie w sztafecie 4 × 400 metrów do wyniku 3:03,48 (5 sierpnia 1973 w Celje).

## Rodzina
Jego syn Miro Kocuvan był również znanym lekkoatletą, płotkarzem, uczestnikiem igrzysk olimpijskich w 1996 w Atlancie.